# Scytodes suffusa
Scytodes suffusa là một loài nhện trong họ Scytodidae.
Loài này thuộc chi Scytodes. Scytodes suffusa được Embrik Strand miêu tả năm 1906.